# Општина Таурени (Муреш)
Таурени (рум. Tãureni) општина је у Румунији у округу Муреш.
Oпштина се налази на надморској висини од 305 m.